# آبشار کرایپت
آبشار کرایپت (به انگلیسی: Crypt Falls) آبشاری است که در  آلبرتا، کانادا واقع شده و ارتفاع کلی ریزشگاه آن ۱۷۵ متر (۵۷۴ فوت) است.